# ビンギョル県
ビンギョル県（ビンギョルけん、トルコ語: Bingöl ili、ザザキ語: Sukê Çolik、クルド語: Parêzgeha Çewlîgê）は、トルコ、東アナトリア地方の県。県都はビンギョル。北部をエルズィンジャン、エルズルム、東部をムシュ、南部をディヤルバクル、西部をエラズー、トゥンジェリの各県と接している。
この県は1946年にエラズー県、エルズィンジャン県の地域を再編して作られた。多数派民族はザザ人。トルコ語、クルド語に基づいているザザキ語を使っている。

## 下位自治体
ビンギョル県には8つの下位自治体がある。ここではトルコ語名以外にザザキ語名も付記。
- ビンギョル（Bingöl、Çolig）
- アダクル（Adaklı、Azarpêrte）
- ゲンチュ（Genç、Dara Hêni）
- カルルオヴァ（Karlıova、Qarliova）
- キウ（Kiğı、Gêğiye）
- ソルハン（Solhan、Boglan）
- ヤイラデレ（Yayladere、Xorxol）
- イェディス（Yedisu、Çêrme）